# Hełmogłowik czarny
Hełmogłowik czarny, skoczek hełmiasty (Chiroxiphia galeata) – gatunek małego ptaka z rodziny gorzykowatych (Pipridae). Występuje w centralno-wschodniej Ameryce Południowej – w środkowej i południowej Brazylii, wschodniej Boliwii i wschodnim Paragwaju. Nie jest zagrożony wyginięciem.
Taksonomia
Gatunek ten, wraz z hełmogłowikiem białym (Chiroxiphia bokermanni), często umieszczany jest w odrębnym rodzaju Antilophia. Nie wyróżnia się podgatunków.
Środowisko
Lasy galeriowe, rosnące w strefie sawanny wzdłuż rzek.
Morfologia
Długość ciała wynosi 15 cm, masa ciała 20–25 g. Występuje wyraźny dymorfizm płciowy. Gatunek ten cechuje długi ogon. Samiec jest całkowicie czarny, z wyjątkiem czerwonego pasa ciągnącego się od pleców aż po czoło, zakończonego na czole pędzelkowatym pękiem piór. Samica jest jednolicie oliwkowozielona, lecz również posiada czub.
Zachowanie
Podobnie jak inne gorzyki, żywi się owocami i owadami. Odzywa się donośnie i gardłowo.
Lęgi
Okres lęgów przypada na porę deszczową. Buduje czarkowate gniazdo z gałązek i liści, umieszczone na wysokości do 10 m. Samica składa 2 jaja. Według wyników badań przeprowadzonych w 2004 roku okres inkubacji wynosi 20–22 dni, lecz biologia tego gatunku jest słabo poznana. Prawdopodobnie budową gniazda, inkubacją i opieką nad lęgiem zajmuje się jedynie samica.
Status
IUCN uznaje hełmogłowika czarnego za gatunek najmniejszej troski (LC, Least Concern) nieprzerwanie od 1988 (stan w 2021). Liczebność populacji nie została oszacowana, ale ptak ten opisywany jest jako dość pospolity. Trend liczebności populacji uznawany jest za spadkowy ze względu na utratę siedlisk.